# Калмунай
Калмунай (англ. Kalmunai, там. கல்முனை, синг. කල්මුනේ) — муниципалитет на восточном побережье Шри-Ланки. Это столица подразделения ОС Калмунай округа Ампара в Восточной провинции. Население 91 579 человек согласно переписи 2001 года. Является столицей единственного подразделения ОС, где мусульмане составляют большинство. Когда мусульмане были изгнаны португальцами в XVII веке из Коломбо, они бежали в Канди искать убежища у царя Канди. Тогда царь (Раджасинган II) переселил этих беженцев в Калмунай (8000 человек) и Каттанкуду (4000). Калмунай был царской вотчиной.
Сегодня ланкийские мусульмане, ланкийские тамилы, сингалы, бюргеры и ларакалла составляют подавляющее большинство. Калманай обычно делят на четыре района: собственно город Калмунай (Талаватуван Джункшин на Захира Колледж Роад), Северный Калмунай (Пандируппу, Марутамунай и Нилаванай), Южный Калмунай (Сайнтамаруту) и Западный Калмунай (Натпиттимунай, Савалаккадай).
Разрушительная гражданская война на Шри-Ланке оказала негативное воздействие на данный регион. Город сильно пострадал в 2004 году от цунами в Индийском океане. Был нанесён крупный материальный ущерб, город потерял многих жителей. На востоке граничит с Индийскими океаном, на севере с деревней Периянилаванай и на юге с деревней Карайтиву, которая считается пригородом города.